# Euphorbia ardonensis
Euphorbia ardonensis är en törelväxtart som beskrevs av Anatol I. Galushko. Euphorbia ardonensis ingår i släktet törlar, och familjen törelväxter. Inga underarter finns listade i Catalogue of Life.